# Зелений патруль
«Зелений патруль» — радянський кольоровий дитячий художній фільм 1961 року, знятий режисером Глібом Нифонтовим на студії «Моснаукфільм».

## Сюжет
За однойменною книгою Юрія Дмитрієва. Головний персонаж, Дімка, мріяв про пригоди в джунглях Африки та збирався провести літо у піонерському таборі на березі Чорного моря. Однак перші дні канікул він проводить у звичайному лісі середньоруської смуги. Дізнавшись, що природу охороняють школярі, Дімка вступає до «Зеленого патруля». Саме з його допомогою хлопці вистежують та знешкоджують браконьєра.

## Знімальна група
- Володимир Гуськов — Дімка
- Іван Коваль-Самборський — лісник
- Віктор Хохряков — секретар райкому
- О. Глущенко — Антіпов, браконьєр
- Володимир Буяновський — Семен
- Валерій Головненков — Микола
- Борис Сморчков — «Косий»
- Л. Калініна — Олена, сестра Діми
- Тамара Козлова — Оля
- Саша Баранов — Міша
- Володимир Борискін — браконьєр
- В'ячеслав Гостинський — Степан Ломакін
- Надія Єфімова — Павлова
- Олександр Кузнецов — комсорг
- Всеволод Тягушев — Петров, браконьєр
- Аркадій Цинман — Вількін, рибалка-браконьєр
- Василь Циганков — лісничий
- Михайло Кисляров — Ромка
- Марина Афонькіна — епізод
- Борис Дибін — епізод
- Тамара Криворучко — епізод
- Олександра Єрьоміна — епізод
- Юрій Середняков — епізод
- Володимир Солодухов — епізод
- Андрій Чорнощоков — епізод

- Режисер — Гліб Нифонтов
- Сценарист — Юрій Дмитрієв
- Оператор — Георгій Хольний
- Композитор — Олександр Локшин
- Художник — Яків Фельдман